# 多摩都市モノレール
多摩都市モノレール株式会社（たまとしモノレール）は、東京都と沿線鉄道事業者、金融機関、沿線自治体などの出資で設立された、多摩都市モノレール線を運営する第三セクター鉄道会社。本社は東京都立川市の運営基地敷地内に所在。略称は「多摩モノレール」。

## 概要
多摩地域南北方向の公共交通網の充実、業務核都市間相互の連携強化を目的として導入されたモノレールである。東京都が橋脚や軌道桁などのインフラ部分を担当し、多摩都市モノレールが運営基地や変電所、車両など、主として運行に関わる部分を担当している。
全構想路線約93kmのうち、上北台 - 多摩センター間（約16km）が2000年1月までに開業した（詳細は「多摩都市モノレール線」を参照）。多摩丘陵外縁部傾斜地に進出した中央大学・帝京大学・明星大学等への、通学の交通手段ともなっている。
未開業の構想路線のうち、現段階では上北台 - 箱根ヶ崎間、多摩センター - 町田間、多摩センター - 八王子間で用地取得が進められている。このうち上北台 - 箱根ヶ崎間は用地買収が進んでいることなどから、2020年1月23日、東京都から延伸事業に着手することが正式に発表された（詳細は「多摩都市モノレール線#延伸計画」を参照）。

## 経営状態
利用者数は開業以来、順調に伸びており、本業の収益性を示す営業損益は開業6年目の2005年に黒字に転換し、その後も拡大している。しかし、事業規模に比して土地取得費・建設費の利払い費用が膨大であるため、長らく経常損益の黒字化には至っていなかった。初期投資に伴う借入金の返済が経営を圧迫し、債務超過に陥ったことから、2008年に東京都などから経営支援を受け、債務超過は解消された。営業損益は2004年度に、経常損益・当期純損益も2008年度に黒字化した。
建設工事に遅れが生じたことなどから全面開業が2000年1月にずれ込み、総工費も当初予定の2倍ほどに膨れあがっていた。2000年3月末時点で既に100億円近い累積赤字を抱える状態からのスタートであり、その後の単年度赤字額は37億円、30億円、27億円、19億円、11億円、8億円と順調に改善しているものの、累積赤字額は2006年3月末時点で228億円に達し、約22億円の債務超過となっていた。建設の遅れもさることながら、総工費が1100億円余りだったのに対し、資本金の額が205億円と自己資本比率が2割にも満たないため、借入金が膨大となり利払い負担が大きくなっていた。
2006年9月の東京都議会財政委員会で、多摩都市モノレールが東京都の「負の遺産」の1つとして挙げられた。
その後2008年4月に「多摩都市モノレール経営安定化計画」が策定され、それに基づく財務改善策として
1. 東京都が多摩都市モノレール株式会社に210億円の追加出資を行う（増資）
2. 東京都が多摩都市モノレール株式会社に現時点で融資している約270億円のうち90億円は返済を求めず、かわりに同額の同社株式を受け取る（債務の株式化）
3. 沿線5市（立川、東大和、八王子、日野、多摩）による、固定資産税減免の継続
4. 東京都、沿線5市、金融機関による借入金の返済期間の延長
5. 全株主を対象とする減資

を行い、財務基盤が強化されることになった。上記1.と2.は、車両基地用地取得費用を同社が負担していたが、他自治体の軌道系第三セクターでは自治体が負担していることから、その費用を東京都が改めて支援した形である。同年中に減資が行われ、2008年3月31日時点で205億3900万円あった資本金は2009年3月31日時点で1億円に減った。また、東京都から出資された210億円のうち160億円を借入金の繰り上げ返済に当てたことで、借入金の利払い負担が軽減され、2008年度は路線開業後初めて当期純損益が黒字を記録した。
その後の大型商業施設（ららぽーと立川立飛など）の開業をはじめとする沿線開発の進展によって乗車人員が大幅に増加し、2015年度には当期純利益が初めて10億円を超え、11億6千万円を記録した。
その後も単年度黒字を続けたが、2019年度は経年劣化に伴う施設の修繕に要する経費が増加し、営業利益が減少、2020年度は新型コロナウイルス感染症の拡大に伴う外出自粛の影響で乗車人員が大幅に減少し、17年ぶりの営業赤字を記録した。
2021年度は単年度赤字を脱し、2022年度には乗車人員、営業利益ともコロナ禍前の水準の9割程度に回復した。

### 年度別実績
| 年度     | 1日平均乗車人員 | 営業利益      | 経常損益      | 当期純損益    | 出典         |
| -------- | --------------- | ------------- | ------------- | ------------- | ------------ |
| 2024年度 | 138,679人       | 14億9400万円  | 15億9200万円  | 6億5000万円   | [ 3 ] [ 17 ] |
| 2023年度 | 131,782人       | 13億8500万円  | 14億7300万円  | 9億2200万円   | [ 18 ]       |
| 2022年度 | 130,550人       | 13億7400万円  | 15億0700万円  | 9億7500万円   | [ 16 ]       |
| 2021年度 | 105,390人       | 3億2000万円   | 5億8900万円   | 4億8300万円   | [ 15 ]       |
| 2020年度 | 88,900人        | ▲14億4100万円 | ▲14億3600万円 | ▲13億7300万円 | [ 14 ]       |
| 2019年度 | 143,438人       | 7億1500万円   | 6億4500万円   | 1億7100万円   | [ 19 ]       |
| 2018年度 | 144,139人       | 14億7000万円  | 13億9000万円  | 8億5200万円   | [ 20 ]       |
| 2017年度 | 142,498人       | 19億3400万円  | 17億4900万円  | 10億8400万円  | [ 21 ]       |
| 2016年度 | 141,229人       | 18億9800万円  | 17億2900万円  | 10億7200万円  | [ 22 ]       |
| 2015年度 | 137,972人       | 16億 300万円  | 13億8500万円  | 11億6000万円  | [ 13 ]       |
| 2014年度 | 129,820人       | 10億6600万円  | 7億5700万円   | 4億 500万円   | [ 13 ]       |
| 2013年度 | 129,473人       | 14億1600万円  | 10億3000万円  | 8億9200万円   | [ 13 ]       |
| 2012年度 | 125,970人       | 9億8000万円   | 5億6900万円   | 5億4800万円   | [ 13 ]       |
| 2011年度 | 122,663人       | 11億5600万円  | 7億0000万円   | 7億9600万円   | [ 13 ]       |
| 2010年度 | 124,678人       | 12億7500万円  | 7億4500万円   | 8億 100万円   | [ 23 ]       |
| 2009年度 | 122,597人       | 8億7400万円   | 2億7200万円   | 2億 300万円   | [ 23 ]       |
| 2008年度 | 120,494人       | 8億6600万円   | 1億3100万円   | 1億1700万円   | [ 23 ]       |
| 2007年度 | 115,477人       | 9億9700万円   | ▲1億4300万円  | ▲1億6700万円  | [ 23 ]       |
| 2006年度 | 110,762人       | 7億7500万円   | ▲3億7600万円  | ▲14億2900万円 | [ 23 ]       |
| 2005年度 | 105,648人       | 5億7200万円   | ▲6億1500万円  | ▲7億6000万円  | [ 24 ]       |
| 2004年度 | 104,269人       | 1億9600万円   | ▲10億8200万円 | ▲11億 200万円 | [ 24 ]       |
| 2003年度 | 102,535人       | ▲5億3000万円  | ▲19億1100万円 | ▲19億1600万円 | [ 24 ]       |
| 2002年度 | 97,293人        | ▲10億4400万円 | ▲26億7800万円 | ▲26億8300万円 | [ 24 ]       |
| 2001年度 | 92,695人        | ▲12億8500万円 | ▲29億7500万円 | ▲29億7900万円 | [ 24 ]       |

### 株主
2025年3月31日時点での主要株主と出資比率は下表のとおりである。これらの株主によって、発行済み株式の98%超が保有されている。
| 株主                       | 株数      | 割合   |
| -------------------------- | --------- | ------ |
| 東京都                     | 805,704株 | 79.87% |
| 西武鉄道                   | 47,520株  | 4.71%  |
| みずほ銀行                 | 31,680株  | 3.14%  |
| 京王電鉄                   | 26,400株  | 2.62%  |
| 小田急電鉄                 | 15,840株  | 1.57%  |
| 三菱UFJ銀行                | 11,616株  | 1.15%  |
| 東京電力エナジーパートナー | 10,560株  | 1.05%  |
| 三井住友銀行               | 7,392株   | 0.73%  |
| 八王子市                   | 6,612株   | 0.66%  |
| 立川市                     | 6,612株   | 0.66%  |
| 日野市                     | 6,612株   | 0.66%  |
| 東大和市                   | 6,612株   | 0.66%  |
| 多摩市                     | 6,612株   | 0.66%  |

## 沿革
- 1986年（昭和61年）4月8日 - 設立[1]。
- 1987年（昭和62年）12月26日 - 多摩センター - 上北台間の軌道法に基づく軌道事業特許を取得[1]。
- 1990年（平成2年） - 建設工事着工。
- 1998年（平成10年）11月27日 - 上北台 - 立川北間 5.4 kmが開業[1]。
- 1999年（平成11年） - モノレールで初めて貸切車両を使った結婚式「モノレールウェディング」が開かれた。
- 2000年（平成12年）1月10日 - 立川北 - 多摩センター間 10.6 kmが開業[1]。
- 2001年（平成13年）
  - 4月20日 - 隣接駅までの運賃を100円とする[25][26]。
  - 11月19日 - 車体広告列車を運行開始[27]。
- 2004年（平成16年）
  - 8月 - 車両のシートをボックスシートからロングシートへ改修を始める[28]。
  - 8月20日 - 運賃改定（平均5.3%の値上げ）[29][30]。
- 2005年（平成17年）12月 - 行先表示が3色LEDになった新車両(1116F)を運行開始[26]。
- 2007年（平成19年）3月18日 - PASMOおよび連絡定期券を導入、同時にSuicaとも相互利用開始[26][31]。
- 2008年度（平成20年度）- 当期純利益で初の黒字を達成。
- 2012年（平成24年）6月27日 - 開業13年7か月で乗客が5億人突破[32]。モノレールでは国内最速とされる[33]。
- 2015年度（平成27年度）- 当期純利益が初めて10億円を超える[13]。
- 2017年（平成29年）4月1日 - 交通系ICカード全国相互利用サービスに対応[34]。
- 2019年（令和元年）10月1日 - 消費税率の引き上げに伴い、運賃を改定。同時に1円単位のICカード運賃を導入。従来100円だった隣接駅までは110円（ICカード運賃は102円）となる[35]。
- 2025年（令和7年）5月9日 - 上北台 - 箱根ケ崎間の延伸を目的とした軌道法に基づく軌道事業特許を取得[36]。

## ロゴマーク
- 現在使用されているロゴマークは、オレンジ色の縦の楕円に、横線のデザイン。

## 路線
日本跨座式を採用している。この方式は、大阪モノレール線や沖縄都市モノレール線などでも採用されている。
駅一覧などは下記の記事を参照のこと。
- 多摩都市モノレール線（上北台 - 多摩センター）16.0 km

## 車両

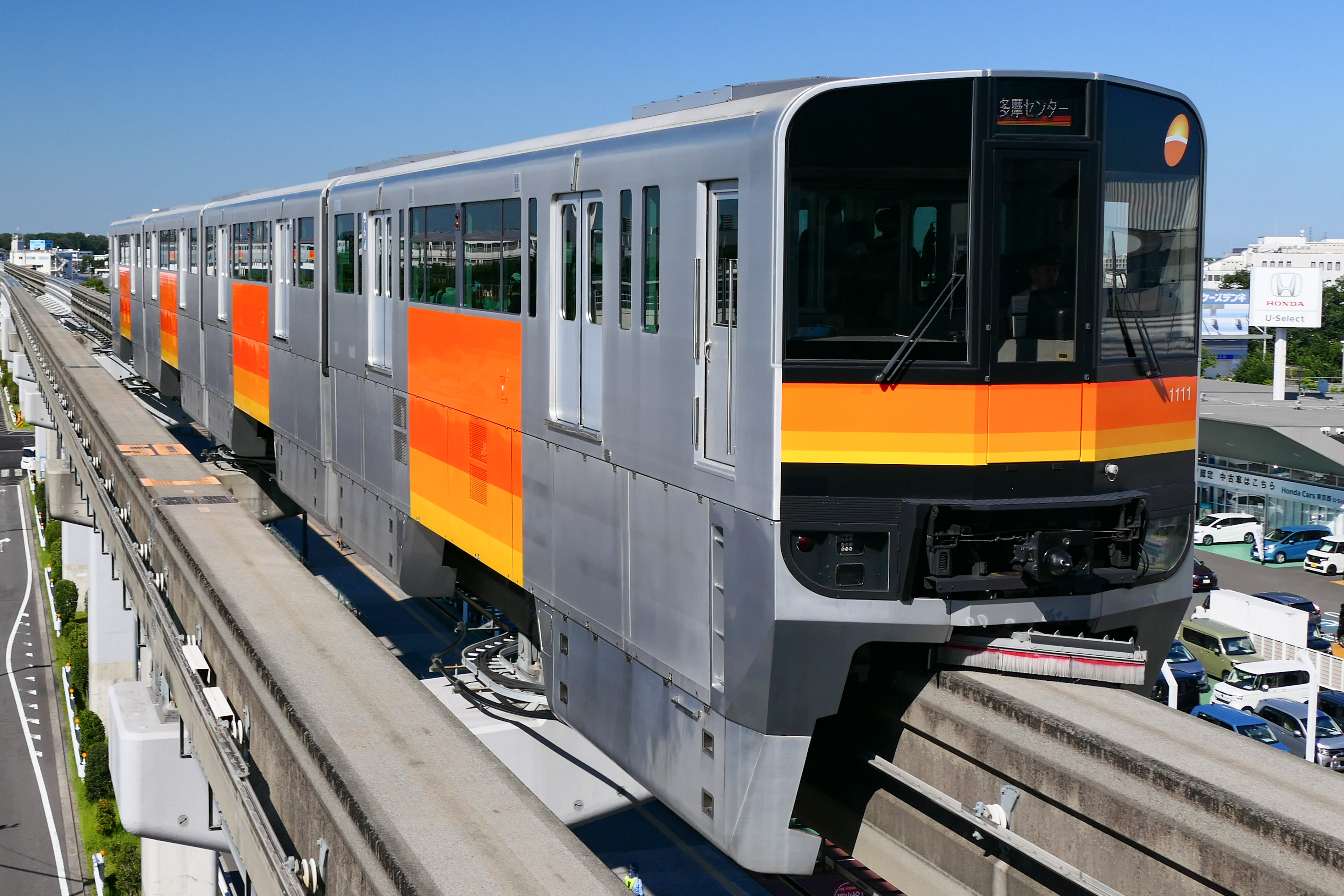
1000系

- 1000系  - 旅客車両はこの車両で統一されている。製造時期やリニューアルの関係でバリエーションは豊富である。

## 運転士
運転士の養成（動力車操縦者免許取得）は、動力車操縦者養成所を持つ他鉄道会社（西武鉄道・京王電鉄・東京都交通局・東京地下鉄）に委託している。

## 各種乗車券
以下で特記なければ小児用は半額。

### 回数券
11枚綴りで10枚分の価格。全駅の券売機で購入できる。110円区間は特別割引適用区間のため、回数券はない。

### 一日乗車券

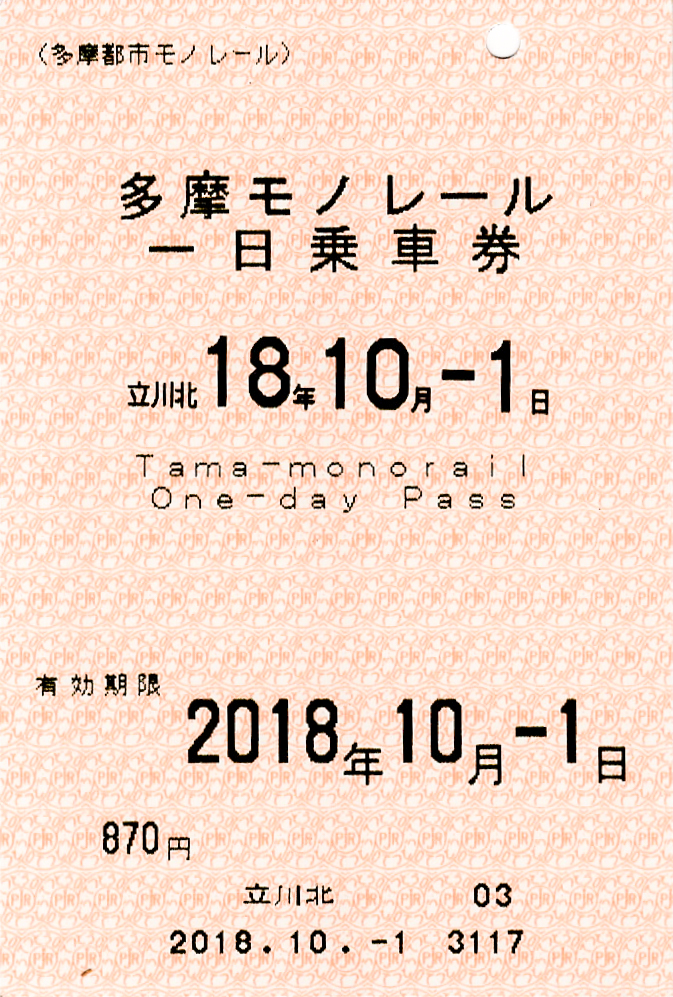
一日乗車券

全線を一日何回でも乗り降りできる乗車券。890円（2019年10月1日改定）。全駅の券売機で購入できる。小児半額であるが、2022年の4 - 5月には小児専用の「たまモノこどもワンデーパス」が100円で発売された。

### 多摩モノレールセット券
一日乗車券と、沿線施設の入園券・入園券引換券等がセットになった乗車券である。全駅の券売機で購入できる。なお、これらの一日乗車券は提示での沿線のサービス特典の対象外。
- ららぽーと立川立飛セット券（不定期販売） - 一日乗車券とららぽーと立川立飛の商品券500円引換券がセット。大人（中学生以上）1,000円
- 多摩動物公園セット券（休止中） - 一日乗車券と多摩動物公園入園整理券がセット。大人（高校生以上）1,000円
- 国営昭和記念公園セット券 - 一日乗車券と国営昭和記念公園入園券引換券がセット。大人（高校生以上）920円

過去には以下のセット券も発売していた。
- サンリオピューロランドセット券 - 一日乗車券とサンリオピューロランドパスポート引換券がセット。大人3,500円、小中高生2,700円。2022年3月4日で発売終了[40]。

### ICカード
ICカードは、全駅にて全国相互利用対応ICカード（PASMO・Suica・Kitaca・manaca・TOICA・PiTaPa・ICOCA・nimoca・はやかけん・SUGOCA）が利用できる。

## イベント列車
車両1編成を貸し切って、夏に「ビール列車」、冬に「ワイン列車」と銘打った臨時イベント列車を多摩モノレールの主催で実施することもある。参加は事前申し込みで、上北台を出発し多摩センターでトイレ休憩の後、再び立川北まで戻るコース。車内中央に置かれた長テーブルに料理が並べられ、参加者は見晴らしの良い高架線を走行するモノレールからの景色を眺めながらビールやワインを味わうというもの。両方とも大変な人気で、受付開始後、早期で完売する。

## その他事業
- 車両をモチーフにするなどした各種商品（タマモノグッズ）をインターネット販売している[42]。2017年12月26日には初の福袋形式での発売も予定している[43]。
- 利用者やファンを増やすため沿線情報誌『TamaMono』（たまもの）を発行[44]しているほか、車両基地でのイベント「多摩モノまつり」を例年開催している[45]。